# Mercedes-Benz M 166/M 266
| Mercedes-Benz        | Mercedes-Benz                                                                       |
| -------------------- | ----------------------------------------------------------------------------------- |
|                      |                                                                                     |
| M 166                |                                                                                     |
| Hersteller:          | Mercedes-Benz                                                                       |
| Produktionszeitraum: | 1997–2005                                                                           |
| Funktionsprinzip:    | Otto                                                                                |
| Bauform:             | Reihenvierzylinder                                                                  |
| Motoren:             | 1,4 Liter (1397 cm³) 1,6 Liter (1598 cm³) 1,9 Liter (1898 cm³) 2,1 Liter (2084 cm³) |
| Vorgängermodell:     | keines                                                                              |
| Nachfolgemodell:     | M 266                                                                               |

| Mercedes-Benz        | Mercedes-Benz                                                  |
| -------------------- | -------------------------------------------------------------- |
|                      |                                                                |
| M 266                |                                                                |
| Hersteller:          | Mercedes-Benz                                                  |
| Produktionszeitraum: | 2004–2012                                                      |
| Funktionsprinzip:    | Otto                                                           |
| Bauform:             | Reihenvierzylinder                                             |
| Motoren:             | 1,5 Liter (1498 cm³) 1,7 Liter (1699 cm³) 2,0 Liter (2034 cm³) |
| Vorgängermodell:     | M 166                                                          |
| Nachfolgemodell:     | M 270                                                          |

Der M 166 ist ein Ottomotor mit vier Zylindern in Reihenanordnung von Mercedes-Benz, der ab 1997 in der A-Klasse und ab 2001 im Vaneo eingebaut wurde.
Der M 266 ist das weitgehend baugleiche Nachfolgemodell, das ab 2004 in A-Klasse und B-Klasse eingebaut wurde.
Mit der Neuauflage von A- und B-Klasse ab 2011 beziehungsweise 2012 haben diese Fahrzeuge keinen Sandwich-Boden mehr. Der Nachfolge-Motor des M 266 ist der M 270.
Die am ehesten vergleichbaren Dieselmotoren mit ähnlicher Form sind für den M 166 der OM 668
bzw. für den M 266 der OM 640.

## Technik
Der Benzinmotor ist ein Reihenvierzylinder mit acht Ventilen und einer über (Einfach-Rollen-) Steuerkette angetriebenen obenliegenden Nockenwelle (OHC). Er verfügt über einen Leichtmetall-Zylinderkopf und -Zylinderblock, fünffach gelagerte Kurbelwelle und  elektronisch gesteuerte Benzineinspritzung. Er wurde speziell entwickelt für Fahrzeuge mit „Sandwich“-Konzept. Um eine gleichmäßigere Gewichtsverteilung und einen möglichst kurzen vorderen Überhang (sowie eine geringe Gesamtlänge) des Fahrzeugs zu ermöglichen, liegt der Motor vorne quer um 59° nach vorne geneigt (mit seiner Kurbelwellenmitte) hinter der Vorderachse. Kurbelgehäuse und Ölwanne liegen schon teilweise unter dem Boden der Fahrgastzelle, bei einem Frontalcrash schiebt sich der Motor unter diese um genügend Knautschzone für den Insassenschutz bereitzustellen. Nur der Zylinderkopf und die Wartungsstellen liegen gut zugänglich im Motorraum.

## M 166
| Motor *         | Bezeichnung  | Hubraum  | Leistung                     | Drehmoment          | Bemerkungen                       |
| --------------- | ------------ | -------- | ---------------------------- | ------------------- | --------------------------------- |
| M 166 E 14      | 166.940      | 1397 cm³ | 60 kW (82 PS) bei 5000/min   | 130 Nm bei 3750/min | A 140                             |
| M 166 E 16 red. | 166.960 red. | 1598 cm³ | 60 kW (82 PS) bei 5000/min   | 140 Nm bei 2500/min | A 140 mit Automatik und Vaneo 1.4 |
| M 166 E 16      | 166.960      | 1598 cm³ | 75 kW (102 PS) bei 5250/min  | 150 Nm bei 4000/min | A 160, Vaneo 1.6                  |
| M 166 E 19      | 166.990      | 1898 cm³ | 92 kW (125 PS) bei 5500/min  | 180 Nm bei 4000/min | A 190, Vaneo 1.9                  |
| M 166 E 21      | 166.995      | 2084 cm³ | 103 kW (140 PS) bei 5500/min | 205 Nm bei 4000/min | A 210                             |

Geplante Versionen mit Turboaufladung und über 150 kW (200 PS) wurden wegen der schwach dimensionierten Kupplung der A-Klasse auf Eis gelegt.
Als Kraftübertragung an die Vorderachse gab es drei verschiedene Getriebe:
- 5-Gang-Schaltgetriebe
- 5-Gang-Wandlerautomatik
- AKS-Getriebe (Automatisches-Kupplungs-System)

Bei dem AKS-Getriebe übernehmen Sensoren am Schalthebel die Steuerung der Kupplung. Der Fahrer braucht hier nur die Gänge per H-Schaltung zu wählen, während die Kupplung automatisch gesteuert wird.

## M 266
| Motor *       | Bezeichnung | Hubraum  | Leistung                     | Drehmoment               | Bemerkungen               |
| ------------- | ----------- | -------- | ---------------------------- | ------------------------ | ------------------------- |
| M 266 E 15    | M 266.920   | 1498 cm³ | 70 kW (95 PS) bei 5200/min   | 140 Nm bei 3500–4000/min | A 150/A 160               |
| M 266 E 17    | M 266.940   | 1699 cm³ | 85 kW (116 PS) bei 5500/min  | 155 Nm bei 3500–4000/min | A 170/A 180               |
| M 266 E 20    | M 266.960   | 2034 cm³ | 100 kW (136 PS) bei 5500/min | 185 Nm bei 3500–4000/min | A 200                     |
| M 266 E 20 AL | M 266.980   | 2034 cm³ | 142 kW (193 PS) bei 5000/min | 280 Nm bei 1800–4850/min | A 200 Turbo, nur bis 2010 |

 * Die Motorbezeichnung ist wie folgt verschlüsselt:
M = Motor (Otto), Baureihe = 3-stellig, E = Saugrohreinspritzung, Hubraum = Deziliter (gerundet), A = Abgasturbolader, L = Ladeluftkühlung
Als Kraftübertragung an die Vorderachse gab es drei verschiedene Getriebe:
- 5-Gang-Schaltgetriebe (vom Vorgänger M 166)
- 6-Gang-Schaltgetriebe (nur bei A 200 Turbo)
- 'Autotronic' CVT-Automatikgetriebe